# ایرج فاضل
ایرج فاضل (زاده ۳ اردیبهشت ۱۳۱۸ در اردستان - اصفهان) رئیس سابق سازمان نظام پزشکی ایران است. او وزیر فرهنگ و آموزش عالی در دولت اول موسوی و همچنین وزیر بهداشت، درمان و آموزش پزشکی در دولت اول اکبر هاشمی رفسنجانی بود که توسط مجلس سوم استیضاح و برکنار شده و رضا ملک‌زاده جایگزین وی گردید. او تا خرداد ماه ۱۳۹۰ عضو شورای عالی انقلاب فرهنگی بود.
وی فوق تخصص جراحی عروق دارد و استاد دانشگاه علوم پزشکی شهید بهشتی است.

## مسئولیت‌ها
- عضو شورای عالی انقلاب فرهنگی
- استاد دانشگاه علوم پزشکی شهید بهشتی
- در تاریخ سوم شهریورماه ۱۳۹۶ با کسب ۲۰۹ رای به‌عنوان رئیس سازمان نظام پزشکی انتخاب گردید.[۳]
- وی ۱۹ سال از آغاز کار فرهنگستان علوم پزشکی رئیس این فرهنگستان بود.

## پس از انتخابات ۱۳۸۸
وی پس از سرکوب اعتراضات مردمی در سال ۱۳۸۸ با انتشار بیانیه شدیدالحنی به انتقاد از رویه مقامات جمهوری اسلامی پرداخت. وی در آذر ۱۳۸۸ توسط محمود احمدی‌نژاد از ریاست فرهنگستان علوم پزشکی، که مدت نوزده سال مسئولیت آن را بر عهده داشت، کنار گذاشته شد.